# Йозеф Майорош
Йозеф Майорош (словац. Jozef Majoroš, нар 19 березня 1970, Ґеча) — чехословацький та словацький футболіст, після закінчення ігрової кар'єри — тренер. Футболіст року в Словаччині (1998).

## Клубна кар'єра
Майорош почав займатися футболом у команді рідного села Ґеча. Функціонери «Кошиць» помітили його та запросили Майороша до свого клубу, коли йому було 13 років. Він грав у всіх молодіжних командах «Кошиці», а з 1987 року і за першу команду у другій чехословацькій лізі.
У 1989—1990 роках проходив військову службу, виступаючи за «Дуклу» (Банська-Бистриця), після чого став гравцем «Нітри». Загалом у цих двох клубах у вищій чехословацькій лізі провів 99 матчів і забив 14 голів.
Після розпаду Чехословаччини з 1993 року грав у чеських командах «Вікторія Жижков» та «Петра» (Дрновіце), вигравши у складі першої Кубка Чехії 1993/94. За свою гру Майорош був визнаний найкращим словацьким футболістом 1998 року, а також потрапив до символічної збірної чеської футбольної ліги.
Влітку 1998 року Йозеф повернувся до Словаччини і став футболістом братиславського «Слована». У сезоні 1998/99 Майорош виграв «золотий дубль» зі «Слованом» — чемпіонат і Кубок Словаччини.
Згодом без особливих успіхів грав у Греції, Угорщині та Австрії. Свою професіональну кар'єру він завершив у 2004 році після сезону у команді другого словацького дивізіону «Дружстевник» (Бач). В 2006 грав за аматорський клуб «Данубія» з четвертого дивізіону Словаччини.
Після завершення ігрової кар'єри отримав тренерську ліцензію та тренував юніорів братиславського «Слована», після чого працював з невеликими командами «Іскра» (Борчиці) та «Татран» (Ліптовський Мікулаш).

## Міжнародна кар'єра
Майорош грав за Чехословаччину на домашньому юнацькому (U-18) чемпіонаті Європи 1988 року, де забив вирішальний гол у ворота Нідерландів (1:0), завдяки чому чехословаки вийшли на молодіжний чемпіонат світу 1989 року в Саудівській Аравії. Там Майорош зіграв в усіх трьох іграх, але його команда не вийшла з групи.
11 березня 1997 року дебютував за збірну Словаччини у товариському матчі проти Болгарії (1:0), в якій забив гол. 24 серпня 1997 року він забив у ворота Чехії у домашньому відбірковому матчі на чемпіонат світу 1998 року, принісши своїй команді перемогу 2:1. З 24 серпня по 24 вересня 1997 року Майорош забив три м'ячі в трьох важливих матчах кваліфікації — Чехії (2:1), Югославії (1:1) та Іспанії (1:2), втім словаки у підсумку на «мундіаль» не вийшли.
Всього за словацьку збірну провів 23 матчі та забив п'ять голів.

## Досягнення
- Володар Кубка Чехії (1): 1993/94
- Чемпіон Словаччини (1): 1998/99
- Володар кубка Словаччини (1): 1998/99

### Індивідуальні
- Футболіст року в Словаччині: 1998.